# Nana Dzagnidze
Nana Dzagnidze, född 1 januari 1987, är en schackspelare från Georgien. 
Han blev juniorvärlsmästare 2003 och stormästare 2008. Hon tog guld för Georgien i Schack-OS i Dresden 2008. I april 2009 var hon rankad som femte kvinna i världen.